# Villa e parco Negrotto Cambiaso
Villa Negrotto Cambiaso è un edificio di fine Ottocento situato al centro del parco comunale di Arenzano. Prende il nome dalla marchesa Matilda Negrotto Cambiaso, sua proprietaria nel XX secolo. È oggi sede del municipio di Arenzano.

## Storia
Nel luogo dove si trova attualmente Villa Negrotto Cambiaso sorgeva già in epoca medievale una torre quadrata alta circa 21 metri. Nel 1558 il marchese Tobia Pallavicino acquistò nel territorio di Arenzano un vasto appezzamento che comprendeva anche l'area dell'odierno parco e vi fece costruire una villa adiacente alla preesistente torre.

La villa aveva la funzione di dimora estiva suburbana, come di moda tra le ricche famiglie genovesi, e di centro agricolo, ed era per questo circondata non da un parco ma da un ordinato insieme di campi coltivati. Solo i terrazzamenti della zona ovest erano usati come vero e proprio giardino.
La situazione rimase la stessa fino alla fine del XIX secolo, quando nel 1880 la marchesa Luisa Sauli Pallavicino volle rinnovare e ristrutturare la villa creando un elegante parco al posto dei campi coltivati. Della progettazione fu incaricato l'architetto Luigi Rovelli, che si era già occupato di sistemazioni simili per la villa e il parco del conte Eugenio Figoli Des Geneys ad Arenzano o per il parco della villa Brignole Sale Duchessa di Galliera a Genova Voltri.

## La villa e la serra

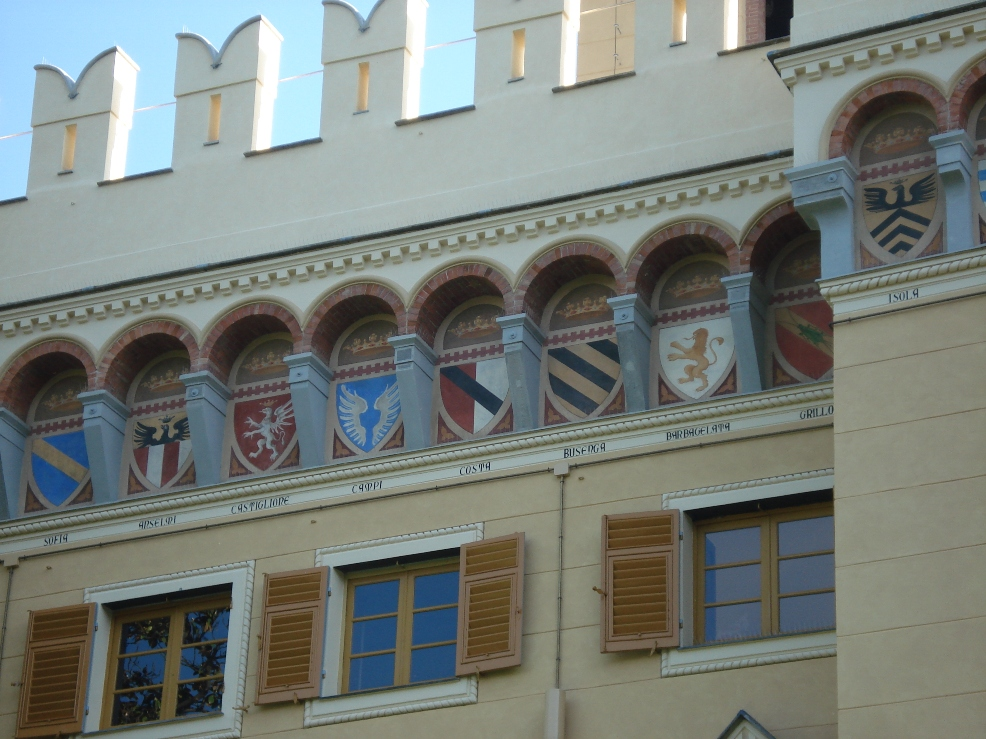
Gli stemmi affrescati

Gli interventi di Luigi Rovelli alla fine del XIX secolo rinnovarono la villa cinquecentesca trasformandola in un castello turrito, secondo la moda del tempo che amava rifarsi ad elementi medievali. La torre fu innalzata di 26 metri e il coronamento del palazzo e della torre stessa furono ornati da una merlatura ghibellina.

Tra gli archetti sottostanti la merlatura furono affrescati 144 stemmi che vogliono ricordare la storia della famiglia Pallavicino e le grandi famiglie genovesi con le quali avevano dei legami. Tra di essi vi sono ad esempio i blasoni dei Fieschi, degli Spinola, dei Grimaldi, dei Grillo, dei Durazzo, dei Sauli... Una serie di altri 19 stemmi, che decorano i lunotti delle finestre del primo piano, rappresentano invece luoghi dove hanno avuto luogo importanti imprese compiute dai Pallavicino nel corso dei secoli, come Gerusalemme, Cipro, la Sardegna, la Corsica...

L'edificio, oggi sede del comune di Arenzano, è stato recentemente restaurato ad opera dell'architetto Arcangelo Mazzella, riportando anche gli stemmi sbiaditi dal tempo al loro splendore originale.

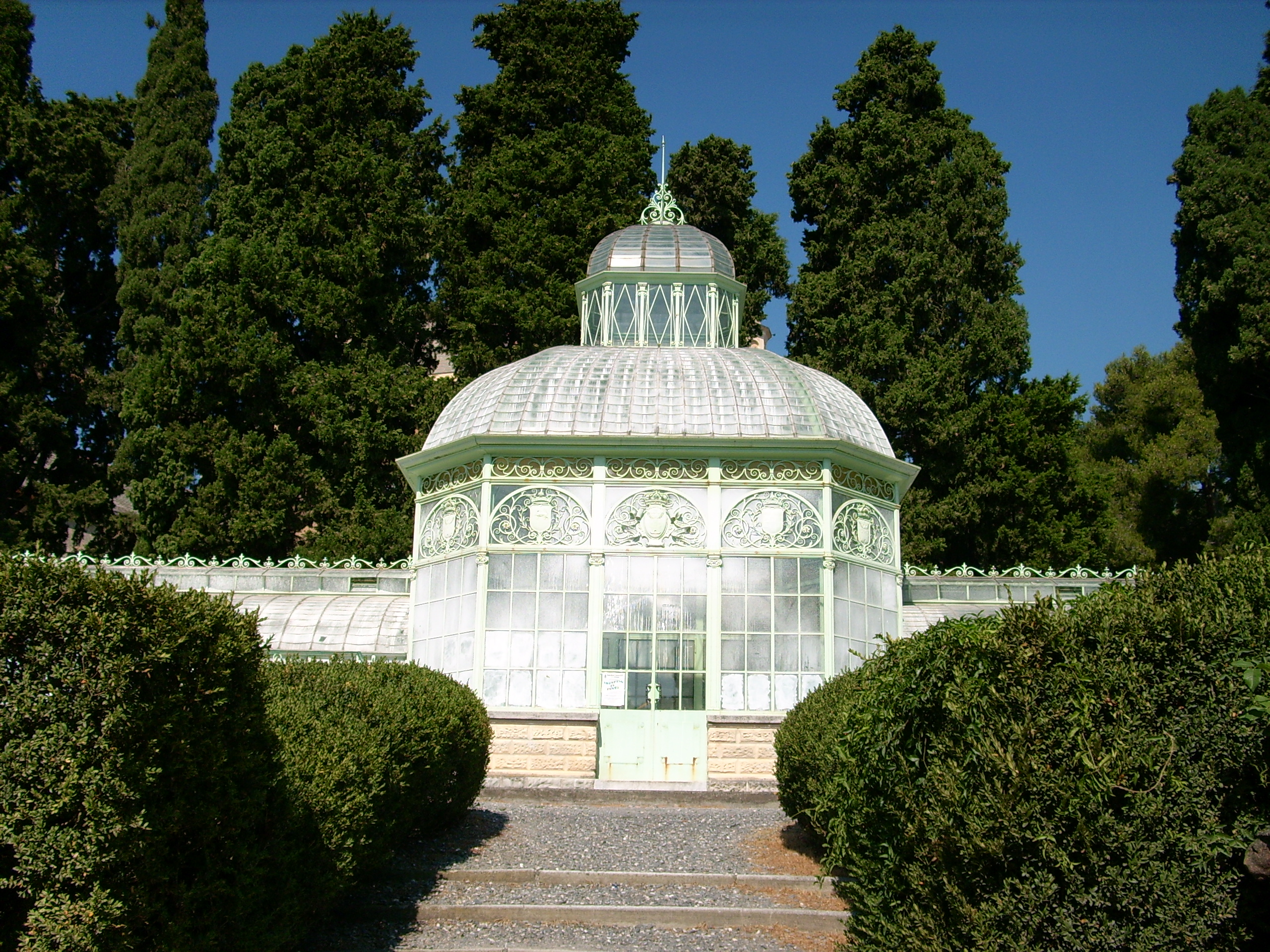
La serra

Alle spalle della villa, nel lato ovest del parco, con datazione risalente alla fine del 1800, fu realizzato un "borgo medievale" ristrutturando e decorando con elementi in stile medievale come merli e torrette alcuni edifici preesistenti. Il borgo è ancora oggi collegato alla villa tramite un sentiero che vuole ricordare un cammino di ronda lungo delle mura munite di garitte di avvistamento.
Un nuovo edificio fu aggiunto dalla marchesa Matilda Negrotto Cambiaso, divenuta la nuova proprietaria del parco, nel 1931, quando incaricò l'architetto Lamberto Cusani di realizzare una serra nell'area a nord della villa. Cusani progettò una grande serra in stile liberty prendendo come modello le ottocentesche serre in ferro e vetro di Francia e Inghilterra, caratterizzata da un padiglione centrale più alto affiancato da due ali simmetriche e decorata con elementi geometrici, tralci e cornucopie.

## Il parco

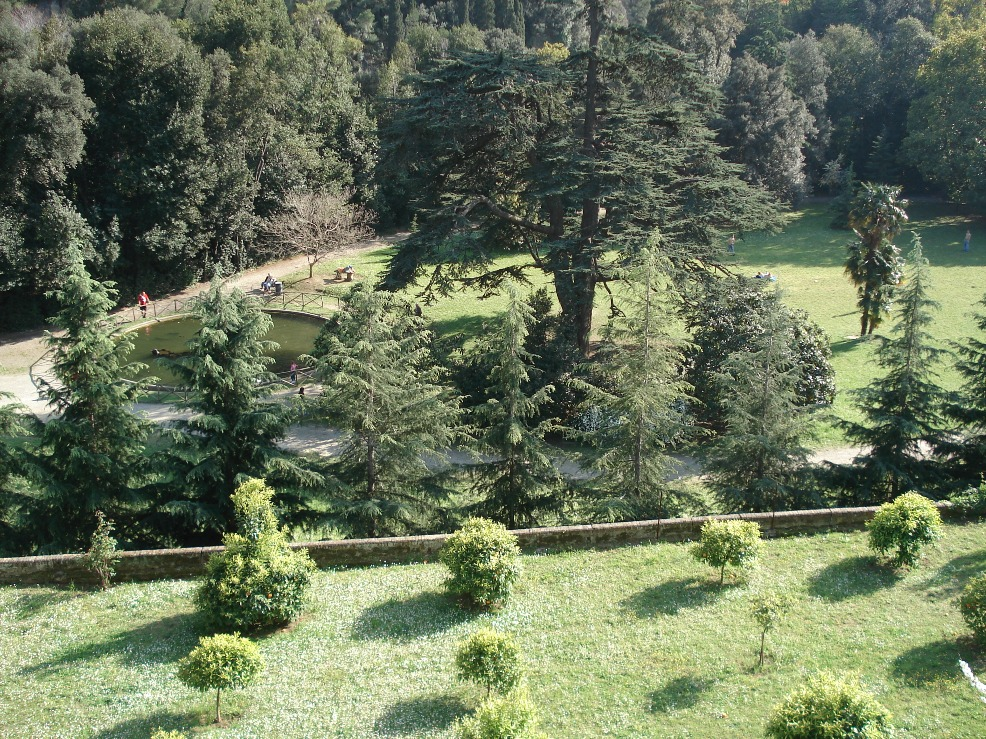
L'agrumeto e il grande cedro del libano dell'area sud

Tutto intorno alla villa, che rappresentava l'elemento centrale dell'insieme, fu realizzato il parco, in parte sfruttando la naturale conformazione del terreno ed in parte movimentando grandi quantitativi di terreno. Ruolo di spicco fu dato all'acqua, con la realizzazione di una serie di bacini artificiali collegati tra loro da ruscelli. Il percorso idrico terminava con una cascata che si gettava in un piccolo lago realizzato nella zona più bassa del parco, a sud est, sulle cui sponde si trovava un edificio denominato "chalet svizzero" per via della sua forma che ricordava le casette alpine, elementi ora non più esistenti.
L'intera area fu quindi arricchita con alberi ed essenze esotiche.
Attualmente è possibile accedere al parco tramite tre ingressi: l'ingresso ovest, da Piazza Rodocanachi, attraversa il borgo medievale e segue il camminamento sulle mura dal quale si ha un'ottima vista sull'area sud. Gli altri due ingressi, a est su Piazza Allende e a nord su Via Sauli Pallavicino, immettono su due viali rettilinei che conducono entrambi verso la villa centrale.

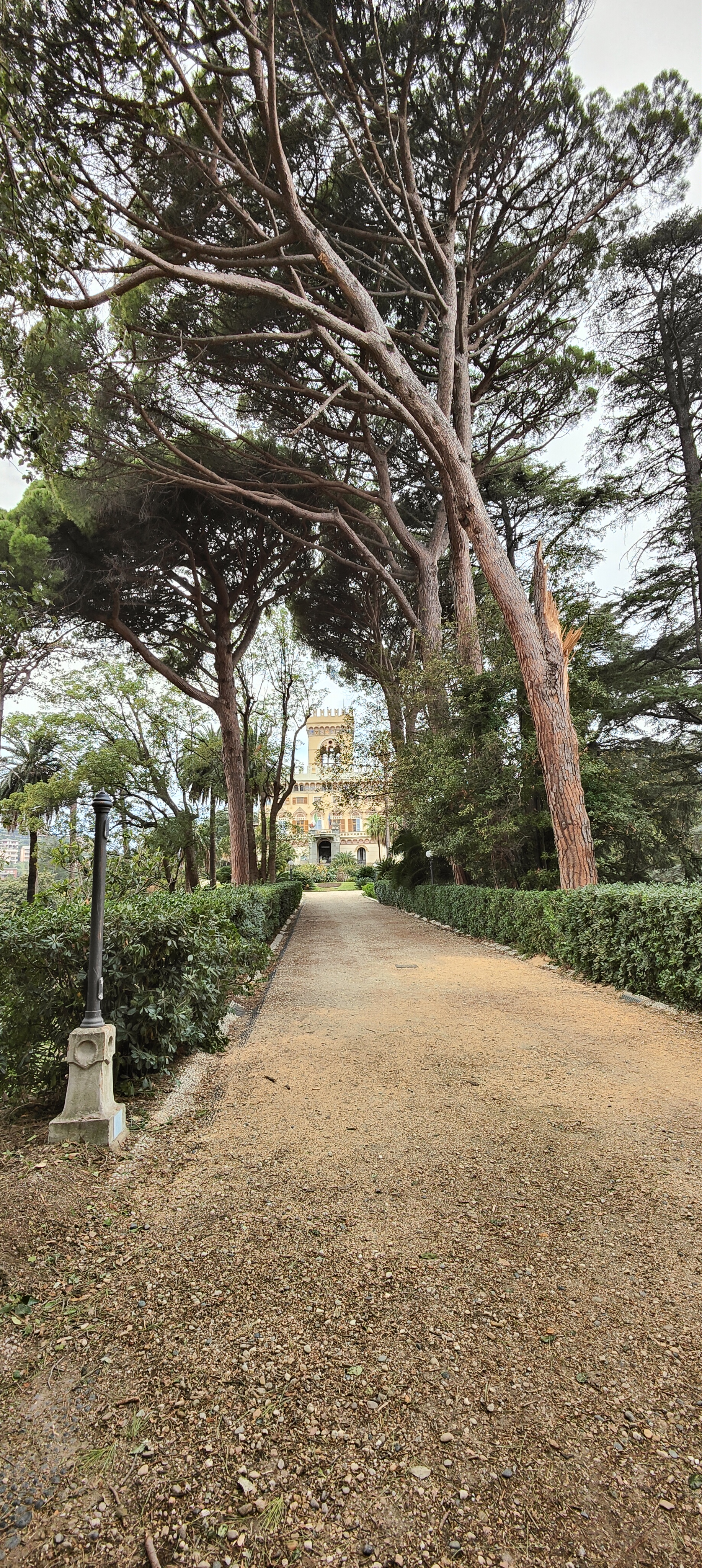
Maestoso ingresso con il ricco patrimonio botanico di Villa Sauli Pallavicino visto da piazza della vecchia Ferrovia

Tra le piante presenti nel parco è possibile incontrare alcune rarità botaniche, come il Cupressus lusitanica, la Thuja placata, l'Erythrina crista-galli, il Pittosporum tenuifolium o il Cephalotaxus harringtonia, oltre ad alberi più comuni ma che colpiscono per le loro dimensioni. Tra di essi magnolie, canfore, platani, varie specie di palme ed un monumentale cedro del libano situato nei pressi della vasca circolare nella zona meridionale del parco, classificato fra gli Alberi monumentali della Regione Liguria.
Nell'area pianeggiante a sud est si trova un'area attrezzata a parco giochi per bambini.

## Gli animali

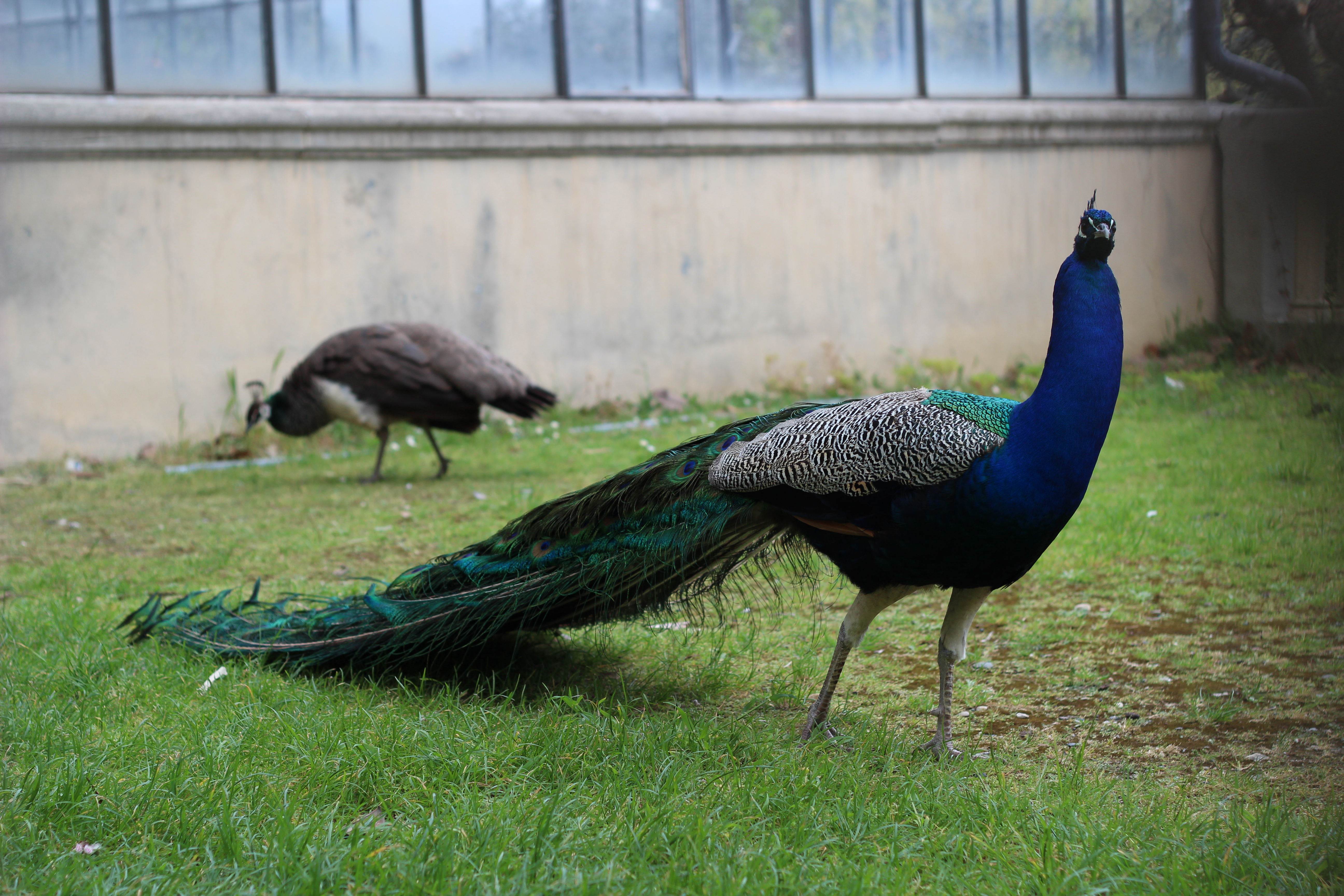
All'interno del parco della villa è presente una colonia di pavoni

Arenzano fa parte del Parco naturale regionale del Beigua e il parco è luogo di transito di diverse specie di uccelli. Oltre alle specie tipiche dell'aviofauna ligure (passeri, merli, colombi, gabbiani) si possono incontrare diverse specie di oche e anatre, come il germano reale, l'anatra ciuffata, l'anatra muta... Nell'area ovest alle spalle della villa risiede inoltre una colonia di pavoni. Nelle vasche davanti all'entrata della villa vivono diverse tartarughe.

## Galleria d'immagini

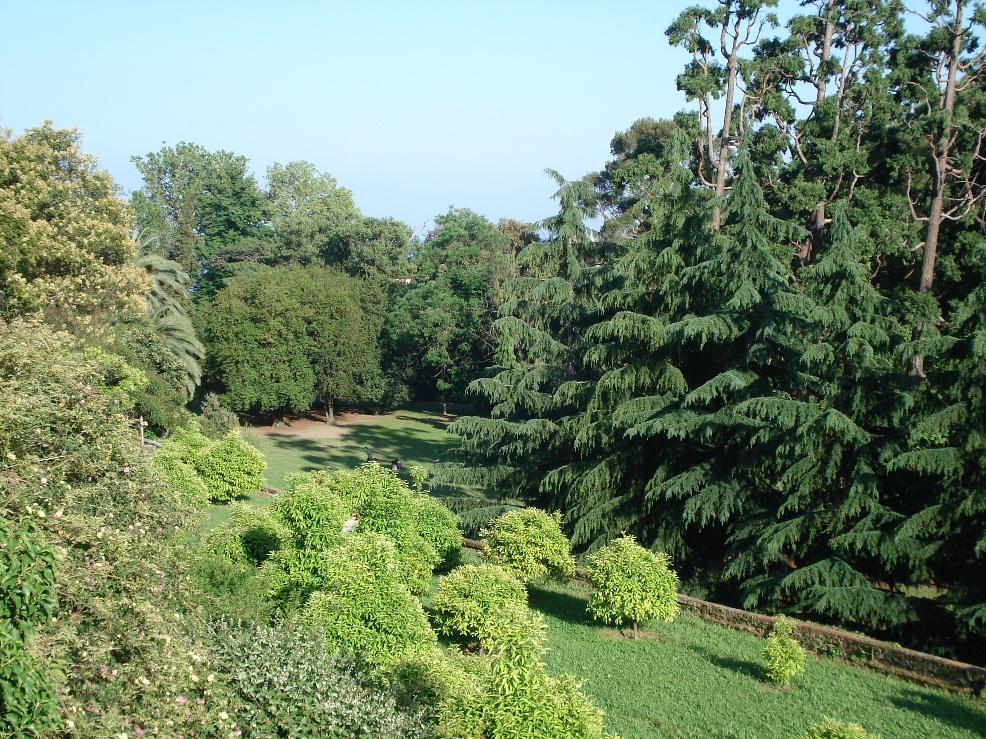
Vista dell'area sud del parco
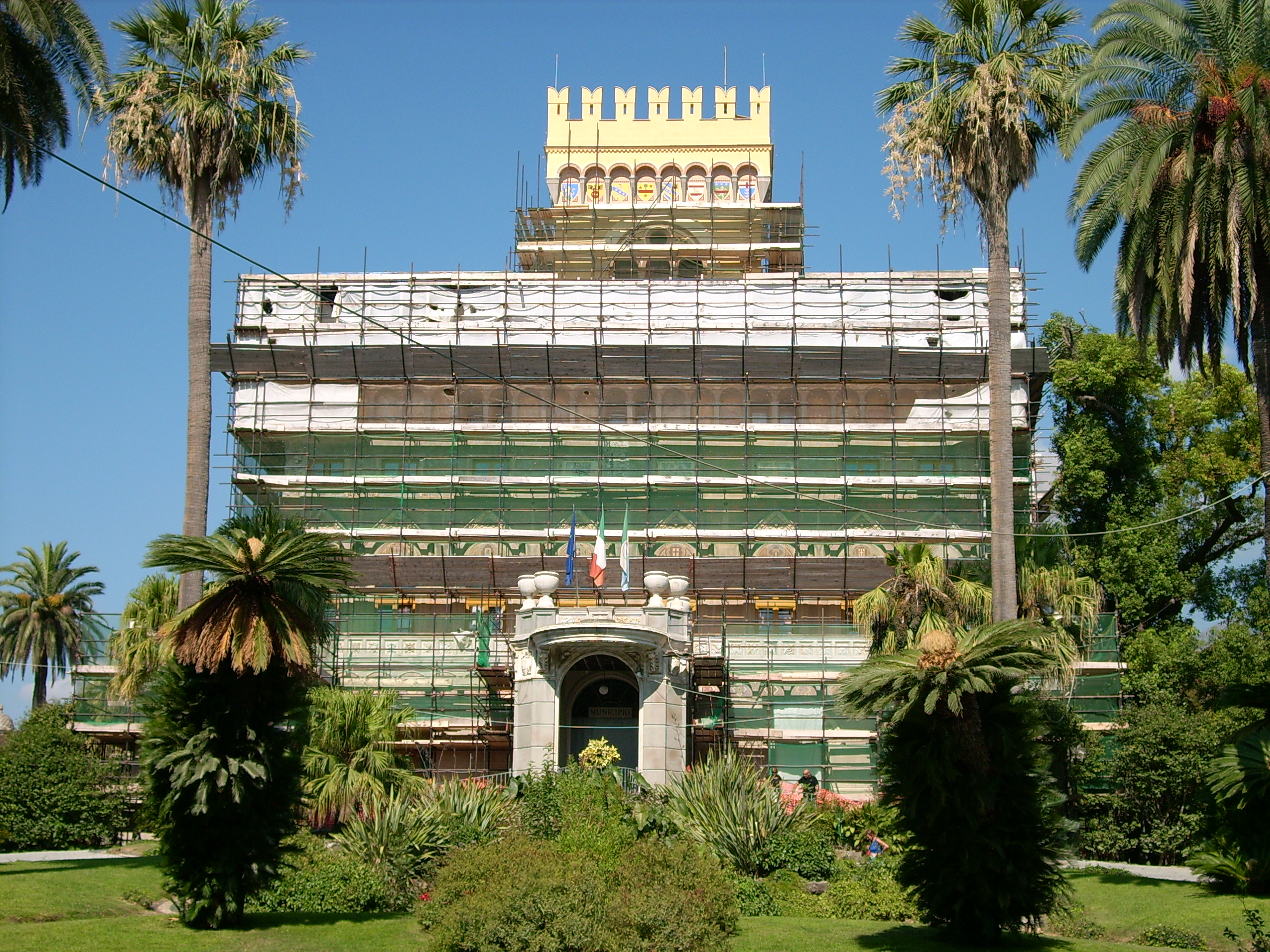
La villa durante il restauro del 2007
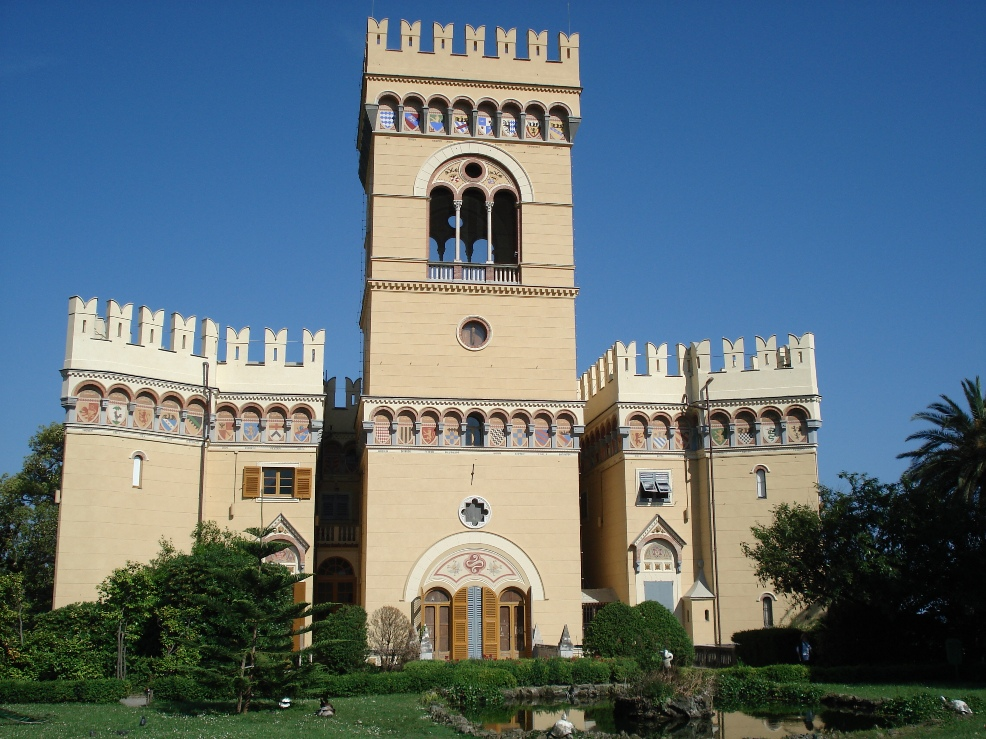
Il retro della villa dopo il restauro
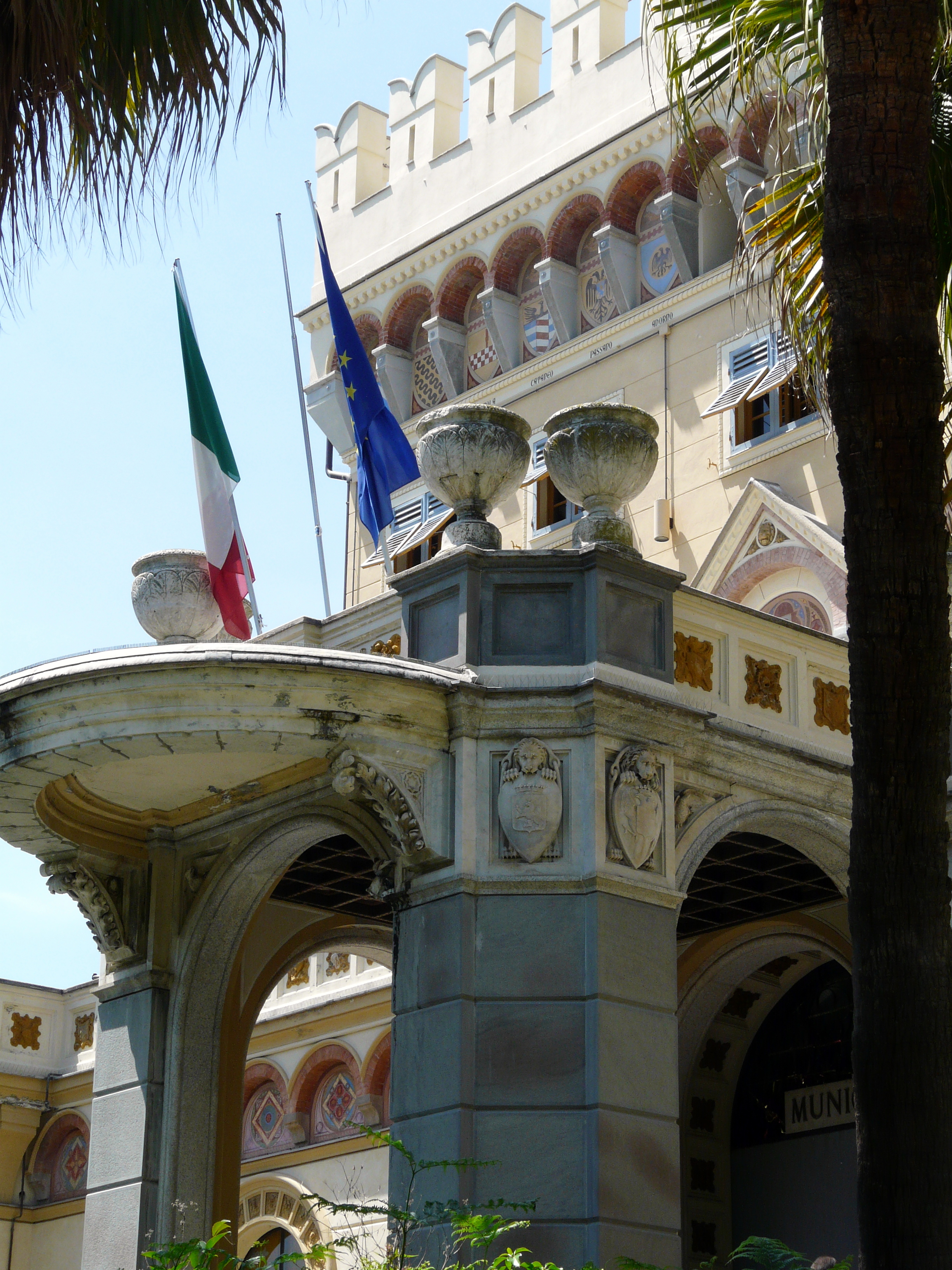
Particolare della villa
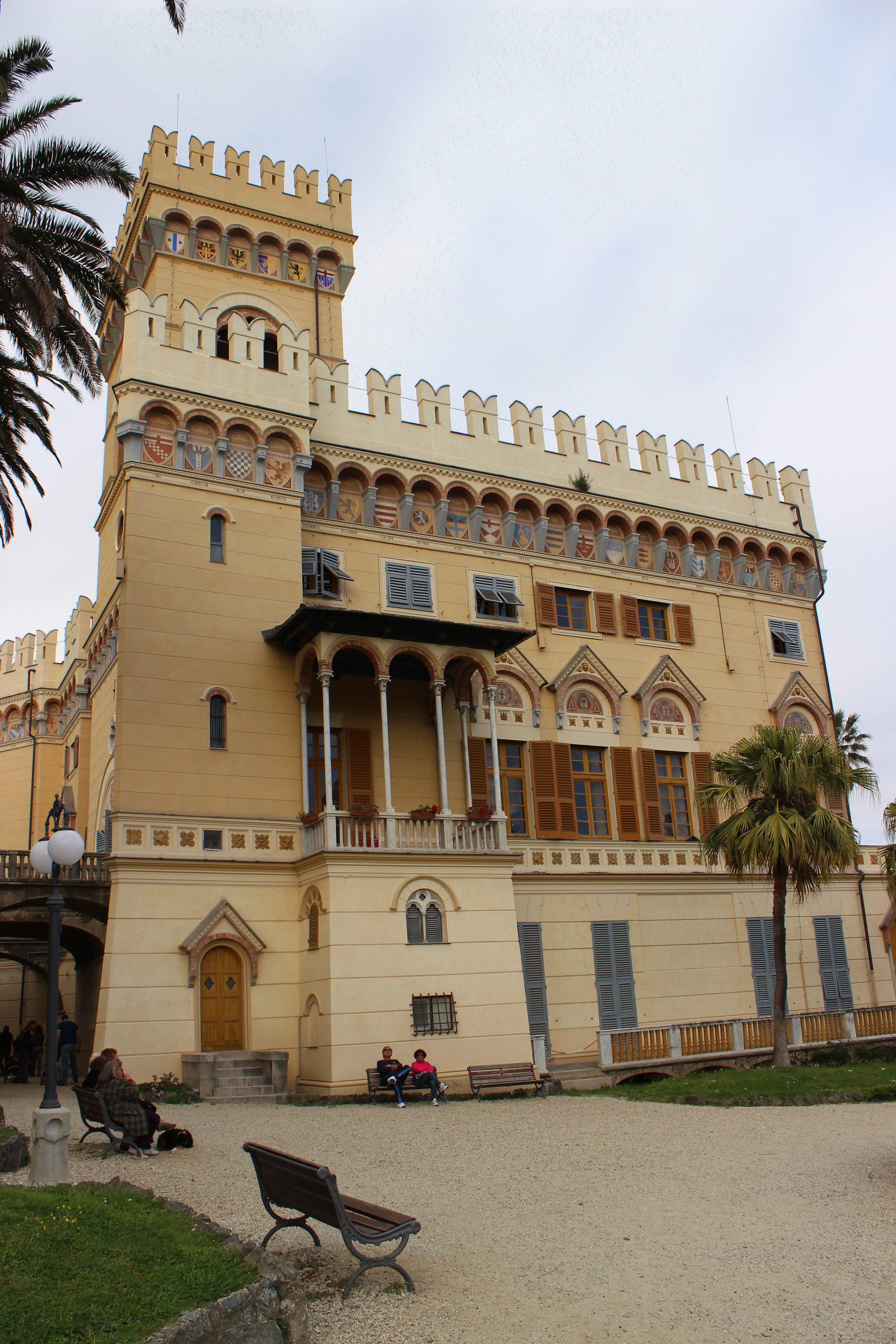
L'angolo sud ovest della villa